# ヨーテボリ美術館

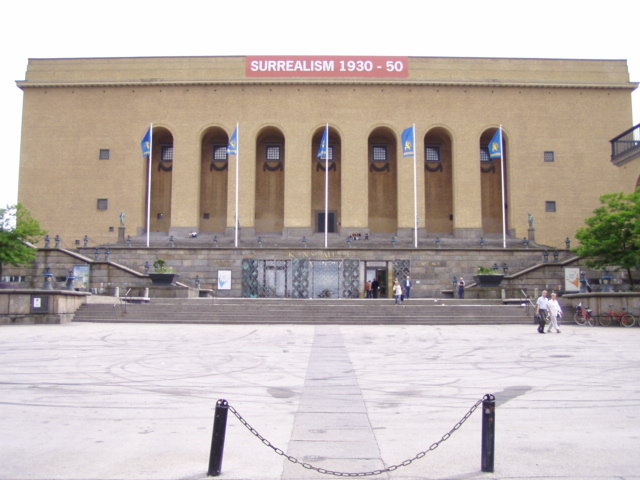
イェーテボリ美術館の外観

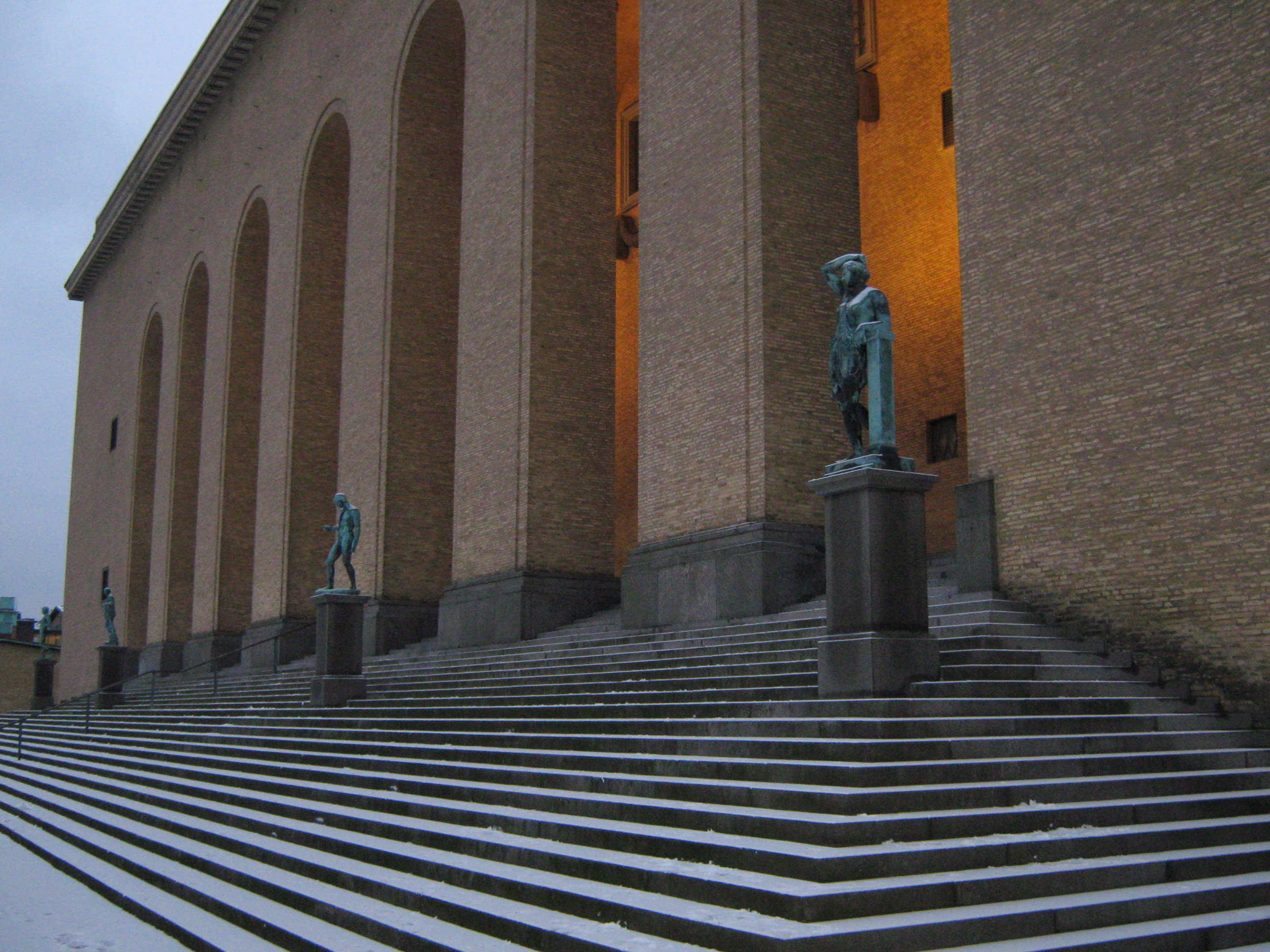
同

ヨーテボリ美術館（ヨーテボリびじゅつかん。スウェーデン語: Göteborgs konstmuseum、英語: Gothenburg Museum of Art）は、スウェーデンのヨーテボリにある美術館である。

## 主な収蔵作品
- パブロ・ピカソ, Acrobat's Family with a Monkey (Famille au Singe), 1905年

### ギャラリー

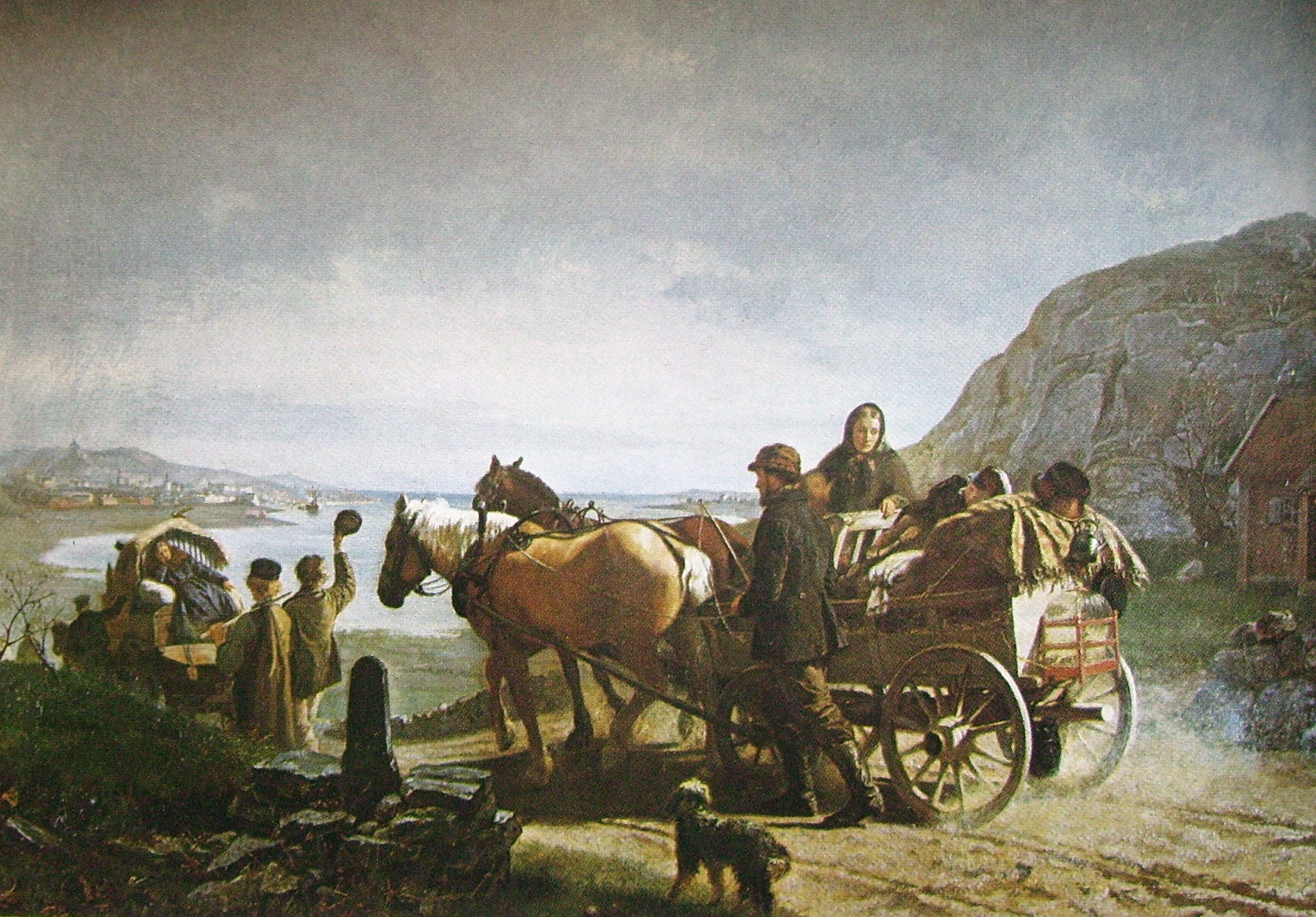
Emigration (1872年), Geskel Saloman
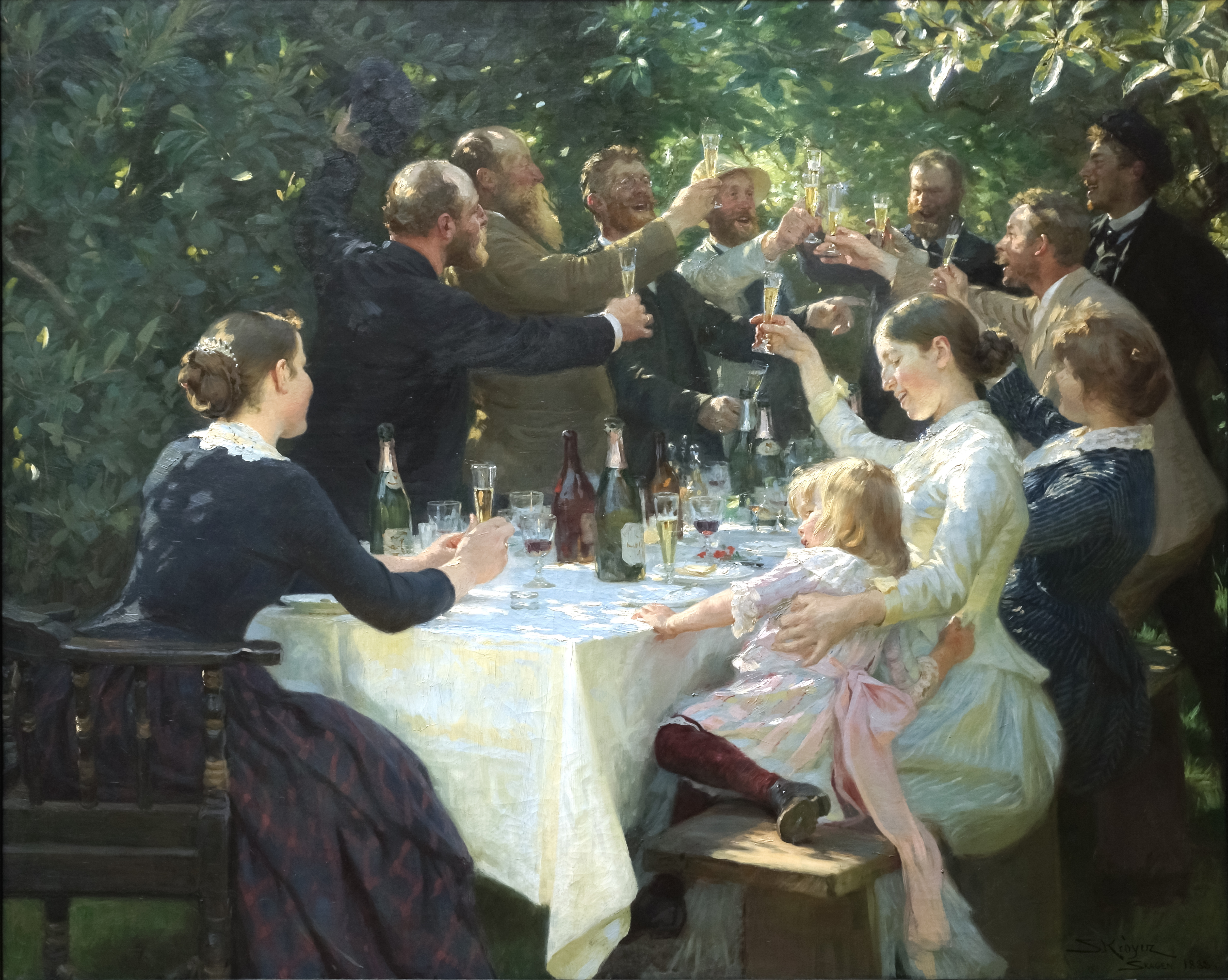
Hip, hip, hurra! Kunstnerfest på Skagen (1886年), ペーダー・セヴェリン・クロイヤー
Ute (Outdoors) (1888年), アンデシュ・ソーン
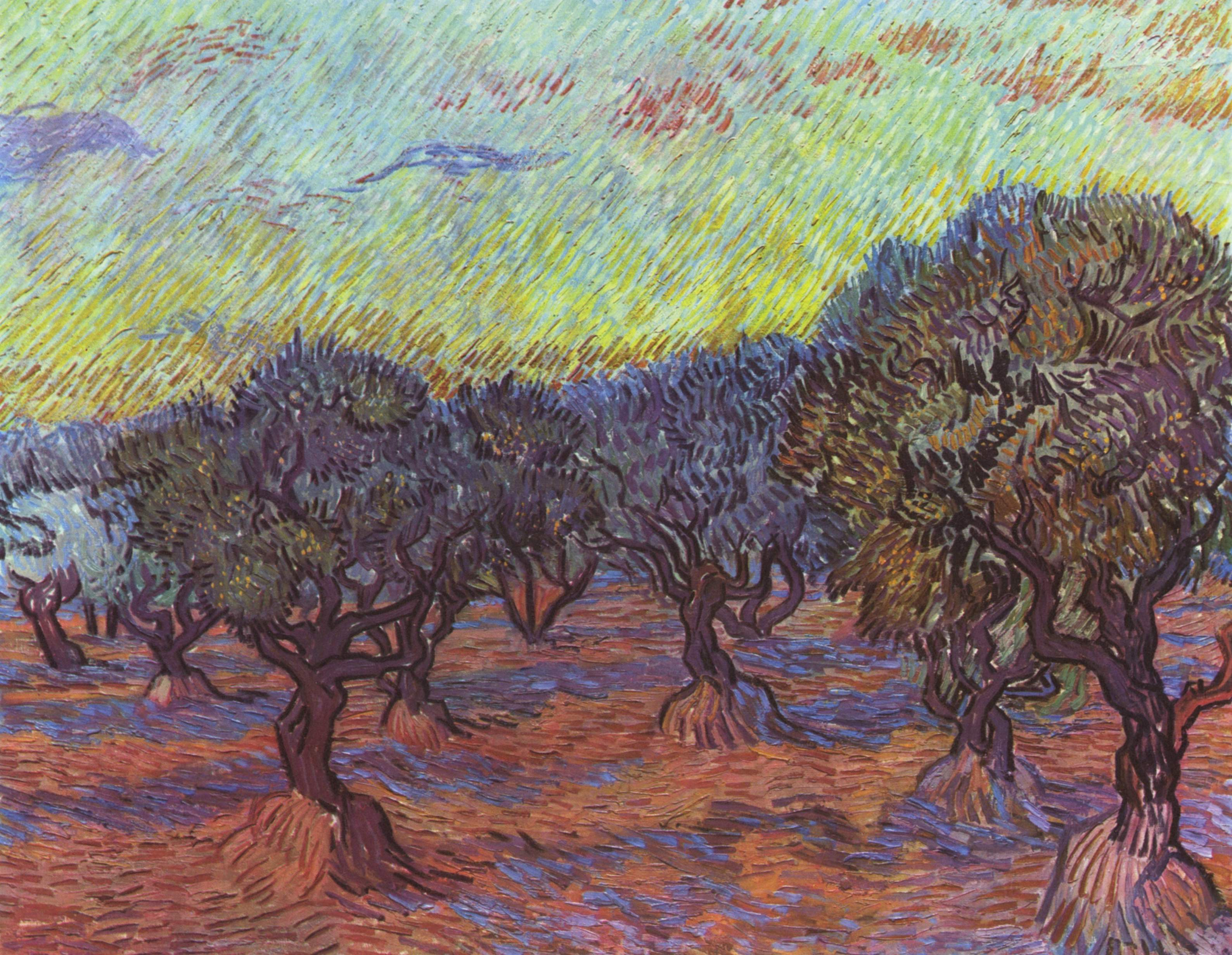
Olivenhain (1889年), フィンセント・ファン・ゴッホ